# Aérinite
L'aérinite est une espèce minérale de type inosilicate, carbonaté, rare et chimiquement complexe. Elle était le pigment bleu couramment utilisé dans la plupart des peintures romanes catalanes entre les XIe et XVe siècle.
Elle se présente sous forme de masses de fibres cryptocristallines, terreuses, compactes, bleu ciel, bleu nuit à turquoise, souvent semi-transparente, assez molle (de dureté 3 sur l'échelle de Mohs). C'est un minéral hydrothermal de faciès zéolithique, formé à température relativement basse, dans des diaclases (fractures) dans les roches ignées mafiques. C'est un produit d'altération des basaltes et des andésites où elle voisine le quartz, la prehnite, la scolécite, la dolérite et la magnésio-riébeckite.

## Histoire
L'aérinite a été décrite partiellement en 1876, par le minéralogiste allemand Arnold von Lasaulx (en) de l'université de Breslau (aujourd'hui Wrocław en Pologne) à partir d'un échantillon collecté en 1869 par un de ses prédecesseurs en Espagne. Von Lasaulx ne put retrouver sa localité type (qui fut déterminée plus tard comme Caserras en Aragon). D'autres gisements dans les Pyrénées espagnoles furent trouvés mais les données fragmentaires et contradictoires firent douter de la validité de l'espèce qui ne se retrouva pas inventoriée, notamment, dans la Classification de Strunz et Tennison (1970) et les caractères minéralogiques restèrent mal connus jusqu'à l'analyse dans l'art par Fonteilles et Muffat en 1970, puis Azambre et al. (1981) d'un gisement nouvellement découvert dans une ophite à Saint-Pandelon dans les Landes en France qui permit la finalisation de sa description et sa validation définitive par l'IMA en 1988. C'est pourquoi l'aérinite a deux localités type : Caserras et Saint-Pandelon. Le nouveau spécimen type est conservé à l'École Nationale Supérieure des Mines à Paris.

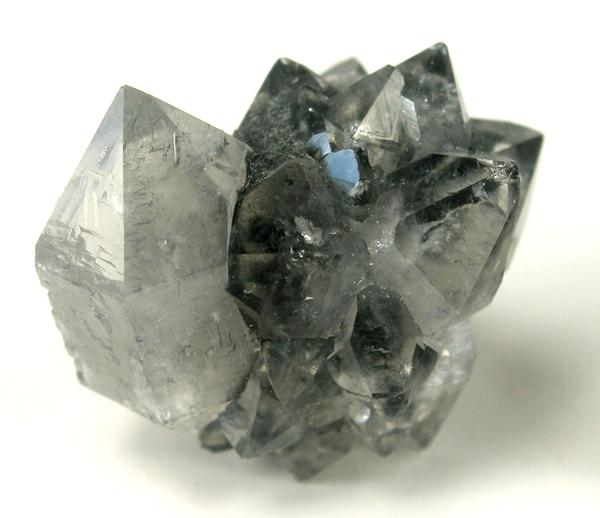
Inclusion d'aérinite dans un spécimen de quartz provenant d'Olvera en Andalousie, Espagne. Taille :

L'aérinite a été nommée à partir de la racine grecque ἀήρ [« a-èr- »] (air) faisant allusion à l'atmosphère ou au ciel et donc à la couleur bleu ciel.

## Chimie
Sa formule chimique complexe (Ca5,1Na0,5)(Fe3+,Al,Fe2+,Mg)4(Al,Mg)6[HSi12O36(OH)12][(CO3)1,2(H2O)12] ou (Ca,Na)6(Fe3+,Fe2+,Mg,Al)4(Al,Mg)6Si12O36(OH)12(CO3)·12H2O décrit une molécule de 1 944,10 gm de masse molaire, comprenant du sodium à 0,59 %, du calcium (10,51 %), du magnésium (1,25 %), de l'aluminium (8,47 %), du fer (6,89 %), du silicium (17,34 %) sous forme de SiO2 qui pèse 37,09 % du tout, l'hydrogène (1,87 %), le carbone (0,74 %) et l'oxygène (52,34 %).
Un minéral bleu plus foncé étroitement apparenté (intercalé avec l'aérinite riche en Fe3+) est décrit par Rius et al. (2009), et dont la formule ne diffère que par une substitution du SO3 au carbonate.

## Structure
L'aérinite se structure dans un système cristallin trigonal, de classe cristalline 3m dans un espace P3c1. Avant sa redéfinition par Azambre et al. (1981), on pensait qu'elle était monoclinique, que sa maille avait pour mesure a = 14,69 Å, b = 16,87 Å, c = 5,17 Å, β = 94,75°. Les mesures validées sont : a = 16,872 Å, c = 5,2256 Å, Z = 1, V = 1288,25.
Sa structure cristalline est intéressante à double titre. Premièrement, l'aérinite est l'un des rares silicates à chaîne qui intègre du carbonate de calcium (CO3) dans sa structure, à l'instar de la caysichite-(Y), de l'ashcroftine-(Y) et de la fukalite. Deuxièmement, elle contient des octaèdres FeO liés en une zone où les cations ferreux (Fe) se rapprochent de manière inhabituelle.

### Les chaînes SiO4

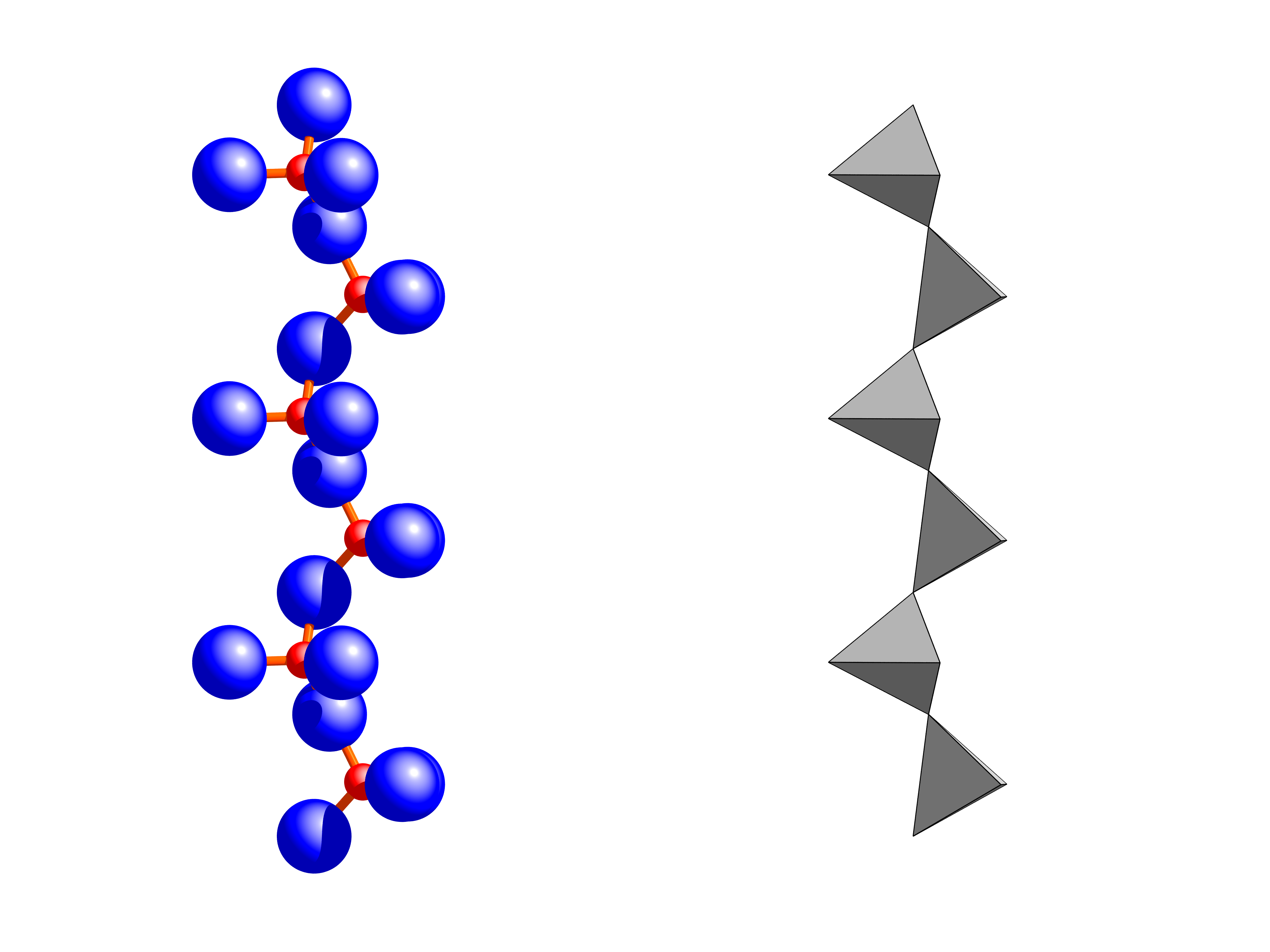
Deux chaînes de silicate unique d'aérinite (vue perpendiculaire à l'axe c)

Les cations de silicium (Si4+) sont entourés de quatre oxygènes tétraédriques (O4-). Ces tétraèdres SiO4 sont reliés aux pyroxènes selon une périodicité de 2 par deux oxygènes, formant des chaînes simples. Les chaînes sont parallèles à l'axe c cristallographiqu

### Les chaînes Al(O | OH)6

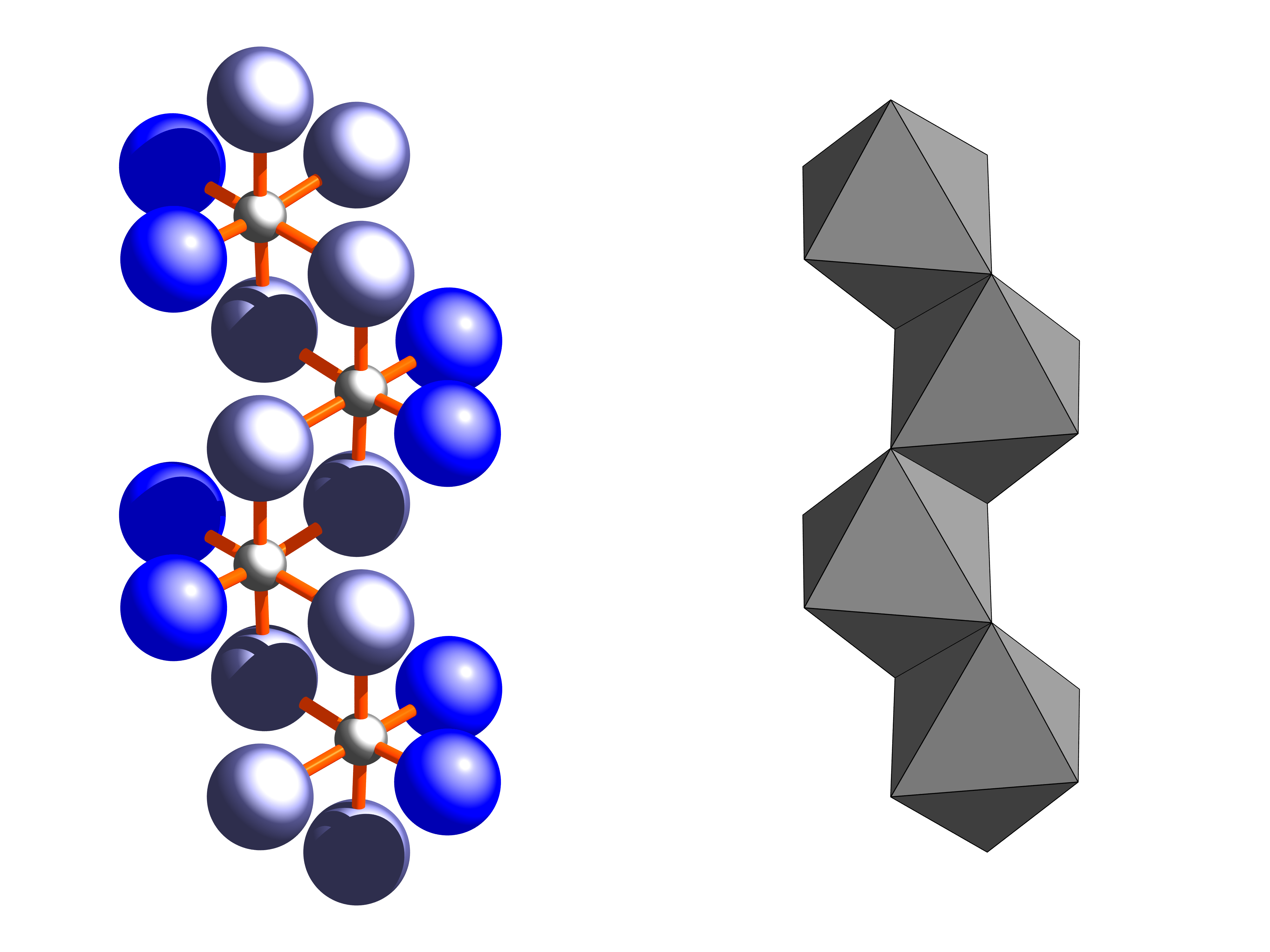
Chaîne Al octaédrique d'aérinite détaillé (vue perpendiculaire à l'axe c)

Les cations d'aluminium (Al3+) et de magnésium (Mg2+) sont entourés de deux groupes d'oxyde (O2-) et quatre groupes hydroxyde (OH-) octaédriques. Ces octaèdres sont reliés chacun sur deux arêtes communes à des chaînes en zigzag qui s'étendent dans la direction de l'axe c cristallographique.

### Les chaînes FeO6

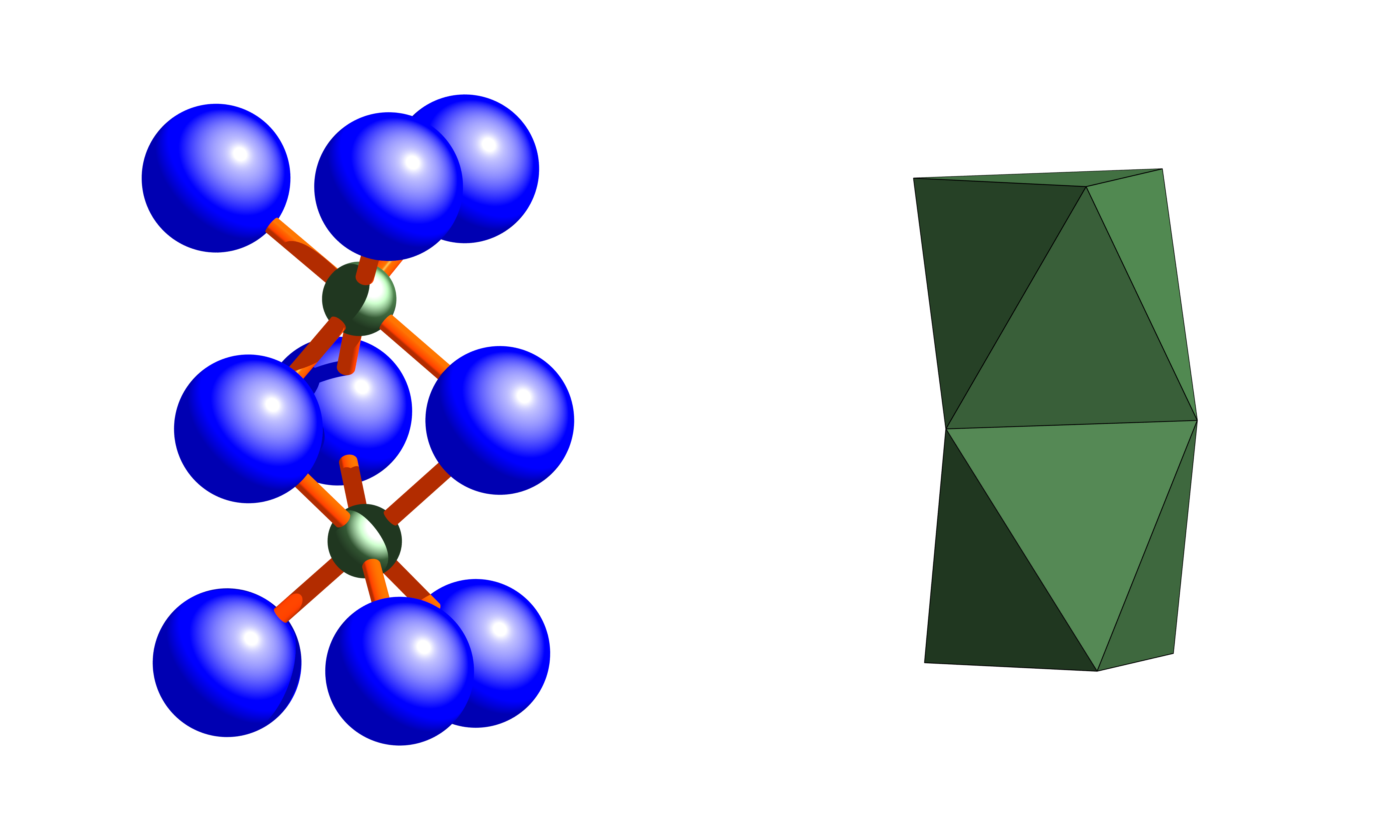
Chaîne Fe octaédrique d'aérinite (vue perpendiculaire à l'axe c)

Les cations ferreux (Fe2+ et Fe3+) sont octaédriquement entourés de six oxygènes. Ces octaèdres sont liés à des chaînes via deux surfaces le long de l'axe c. Dans la chaîne, les cations ferreux voisins de charges différentes échangent des électrons via la surface divisée de leurs polyèdres de coordination, formant un système électronique délocalisé via les cations ferreux d'une chaîne octaédrique. Cela absorbe la lumière dans la gamme de longueur d'onde jaune, ce qui donne à l'aérinite sa couleur bleue. L'alignement des chaînes octaédriques Fe liées en surface et du système électronique Fe délocalisé parallèlement à l'axe c est responsable de la forte dépendance directionnelle de la couleur de l'aérinite, son pléochroïsme.

### Canaux avec H2O et CO3

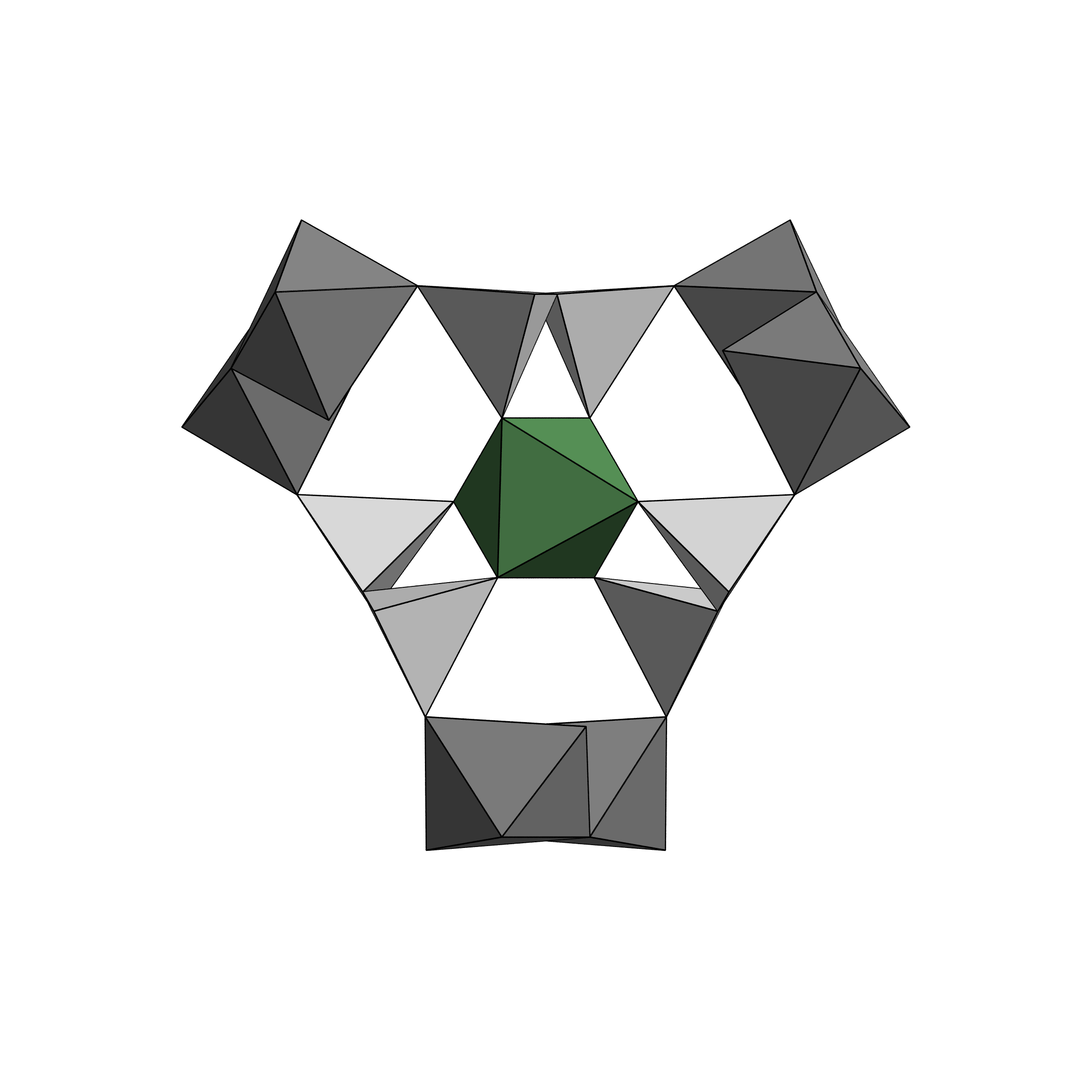
Chaîne octaédrique Fe entourée de chaînes tétraédriques Si (vue le long de l'axe c)

Six chaînes tétraédriques de silicate sont reliées par six chaînes d'aluminium-octaèdre à de grands canaux à douze côtés qui traversent la structure d'aérinite parallèlement à l'axe c. Les cations calcium (Ca2+) se trouvent sur l'octaèdre d'aluminium à l'intérieur des canaux, avec de faibles liaisons ioniques avec l'oxygène de deux molécules H2O du milieu du canal. Les groupes CO3 planaires se trouvent au centre des canaux, perpendiculaires à l'axe c. L'oxygène des groupes CO3 est lié à trois molécules H2O via des liaisons hydrogène fortes, qui sont à leur tour reliées aux ions Ca2+ et à la paroi interne des canaux.

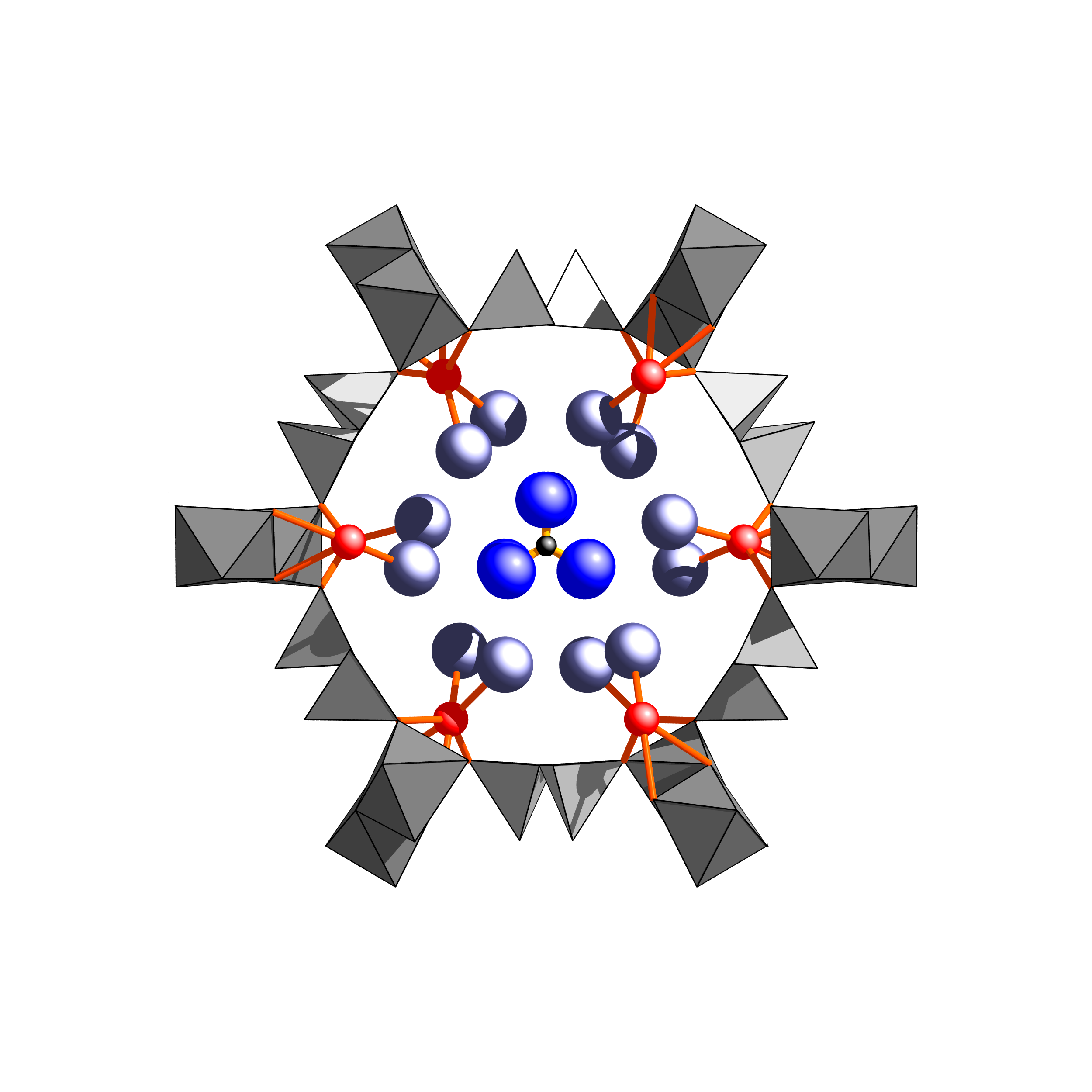
et CO3 dans les canaux d'aérinite (vue le long de l'axe c)

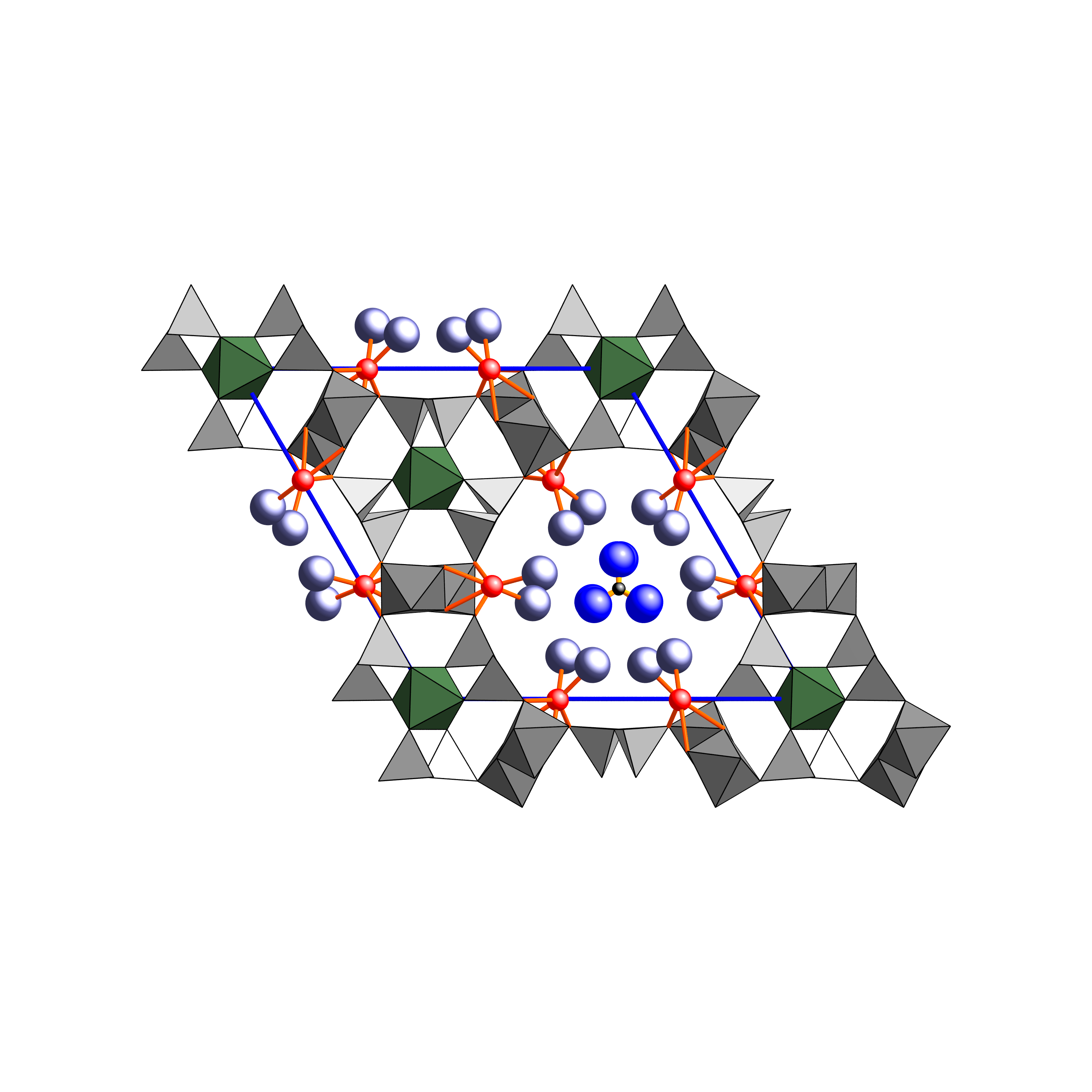
Schéma de la structure (vue le long de l'axe c) Bleu : oxygène, violet : H2O, rouge : calcium, noir : carbone, gris clair : chaînes de tétraèdres SiO, gris foncé : chaînes d'octaèdres AlO/OH partageant les arêtes, vert foncé : chaînes d'octaèdres FeO partageant les faces, lignes bleues : maille unitaire.

Tous les canaux H2O-CO3 sont reliés via les chaînes Al-octaèdre avec six autres canaux H2O-CO3 et connectés à six chaînes octaédriques Fe par l'intermédiaire des chaînes tétraédriques de silicate.

## Gisements
Il existe 25 gisements répertoriés dans le monde par la base de données minéralogique Mindat.org en 2024 dont 17 en Espagne, où se trouve sa localité type de Caserras.
Certaines des localités espagnoles semblent en réalité être de la riébeckite-magnésioriébeckite mal identifiée, en particulier pour les localités situées hors des Pyrénées.